# Комбінезон

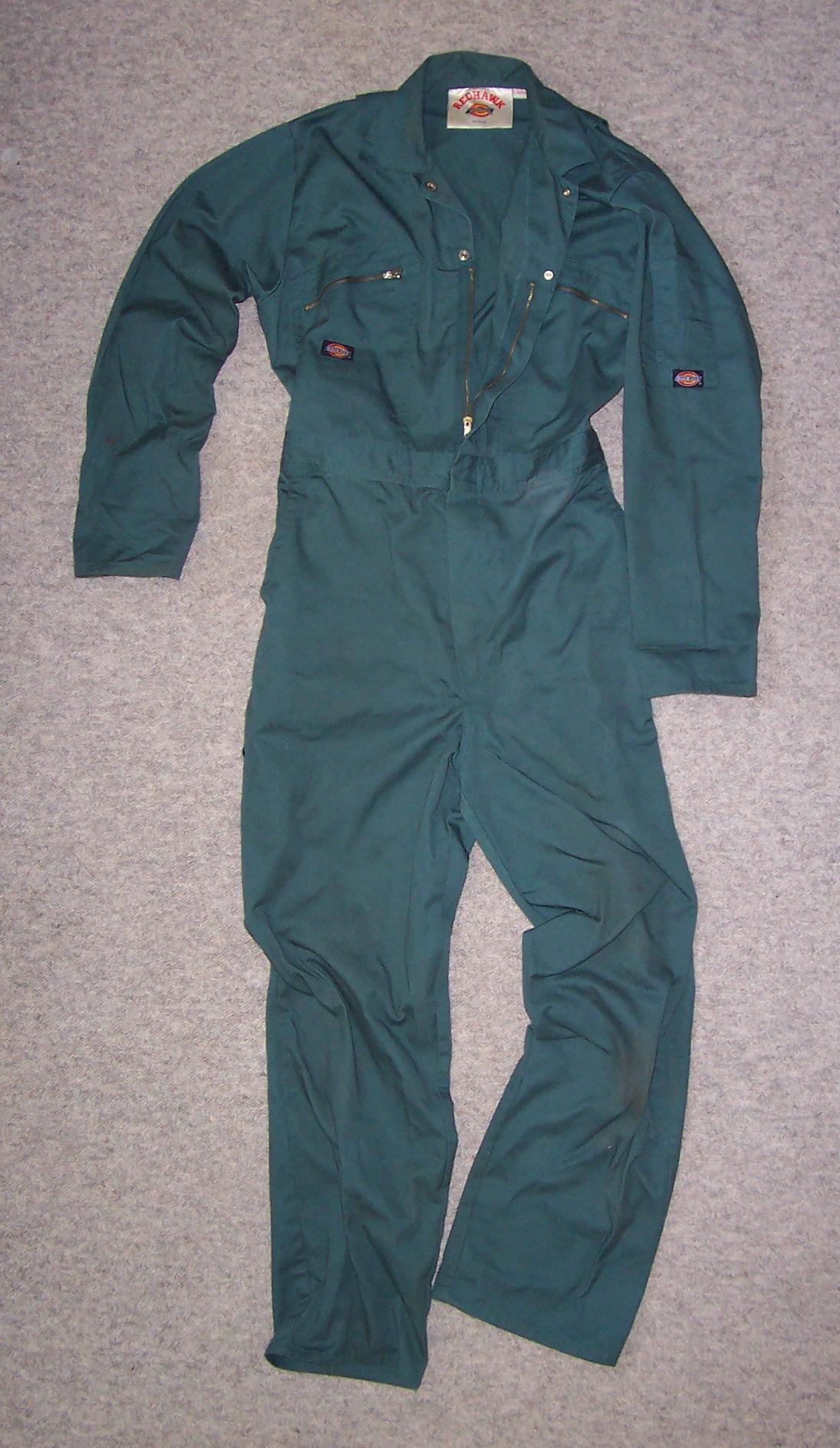
Комбінезон на підлозі

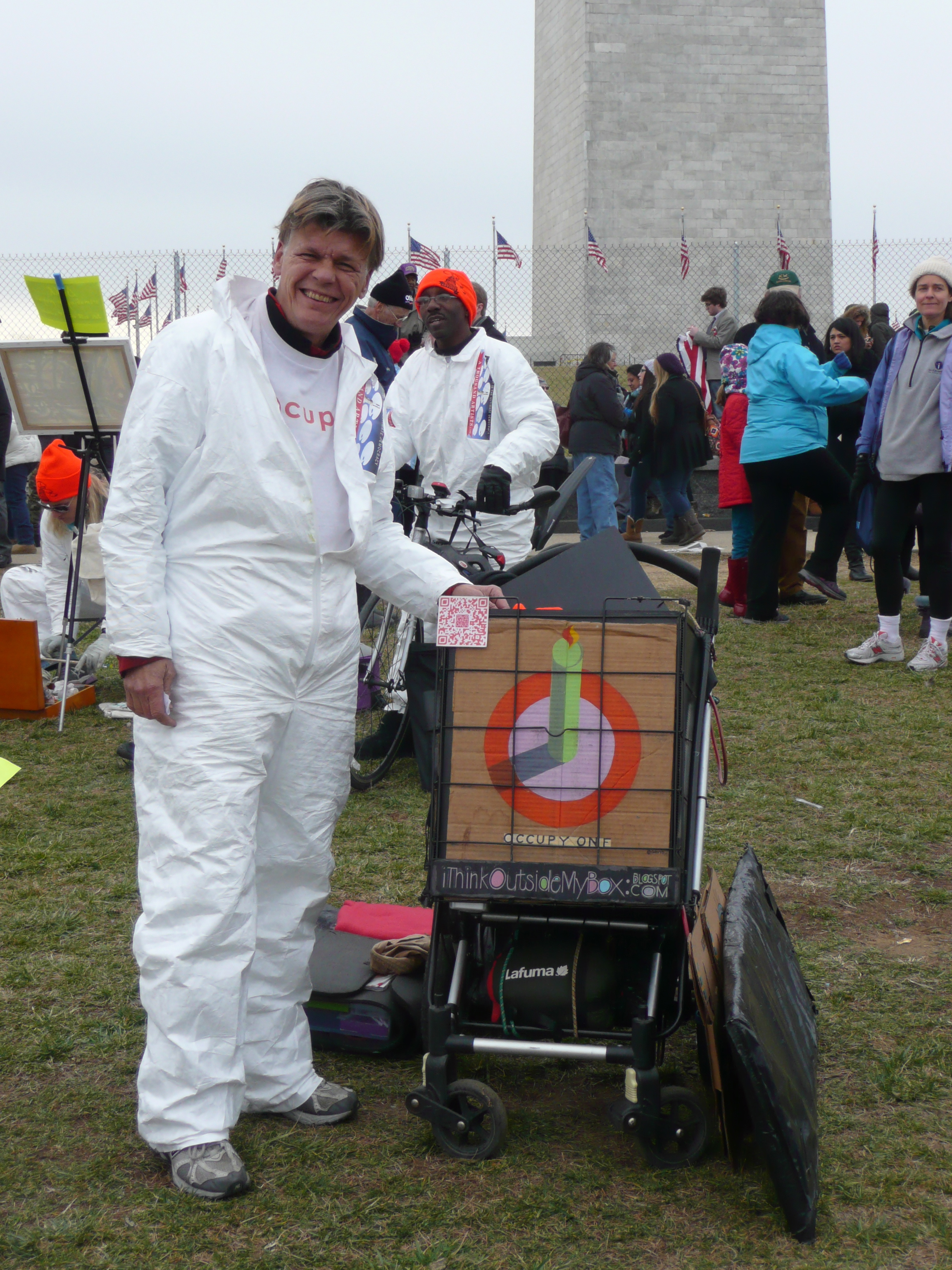
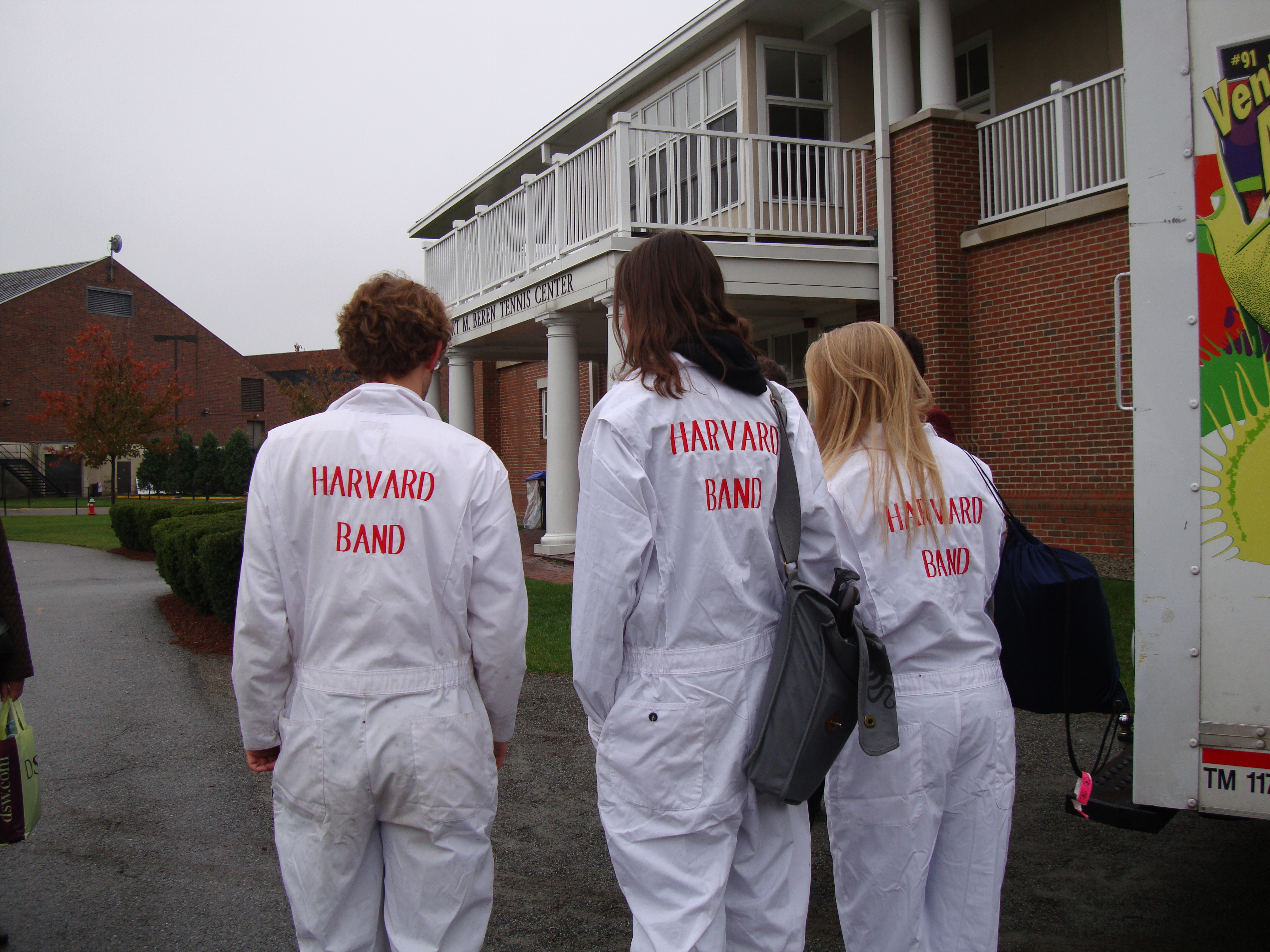
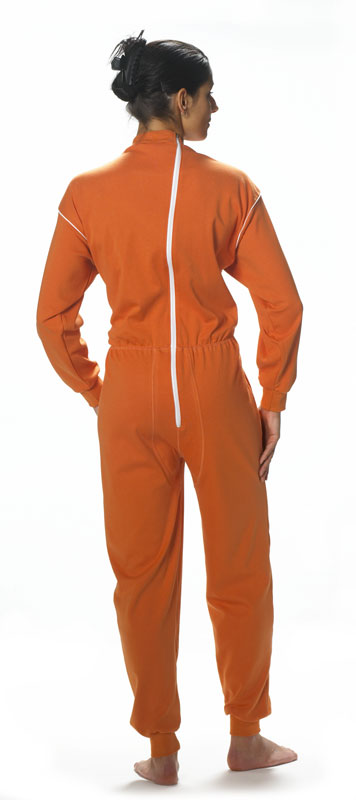
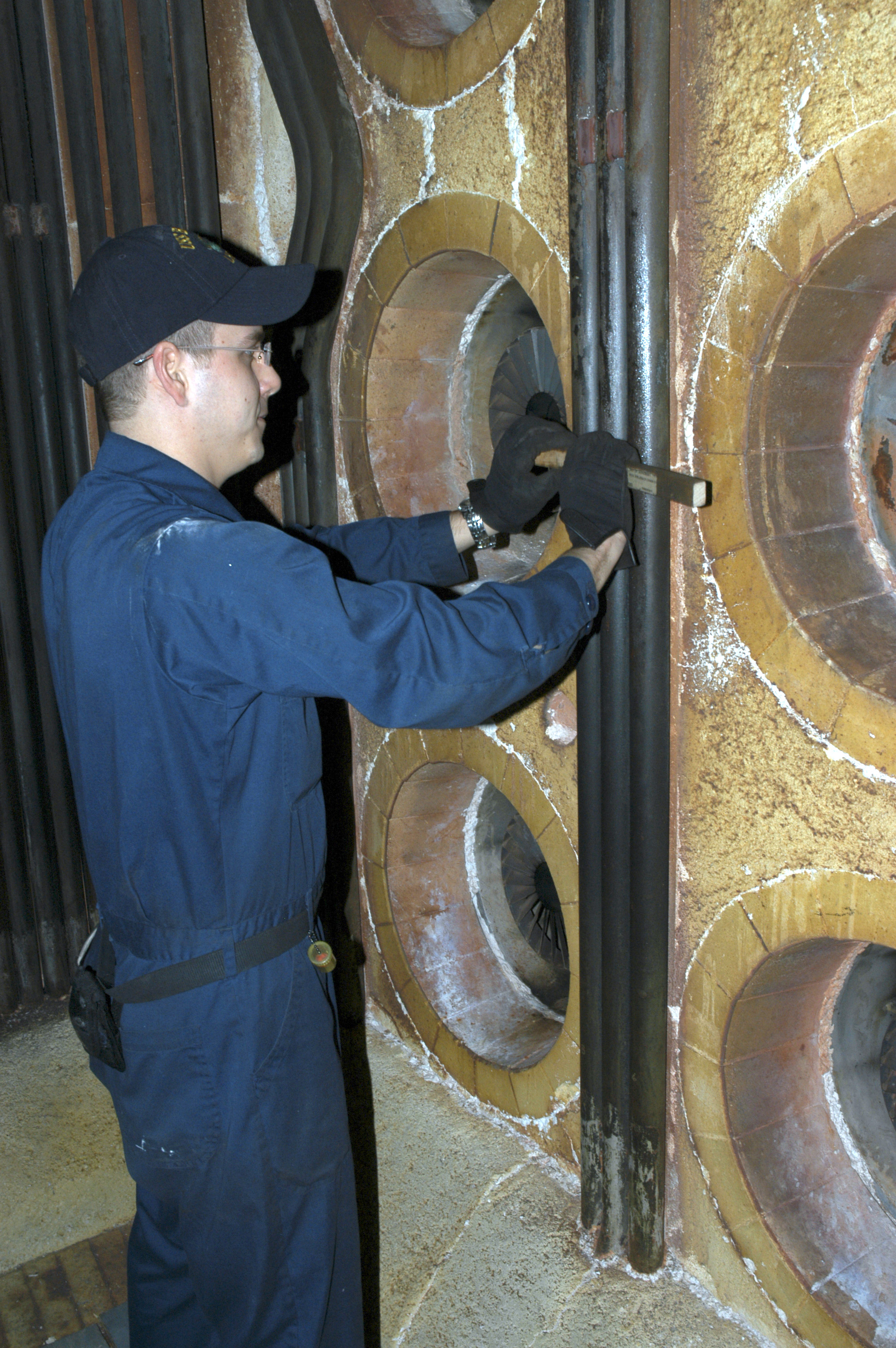

Комбінезо́н (англ. boilersuit) — предмет верхнього одягу, що являє собою з'єднання верхньої частини одягу та штанів.
Довгий час вважався виключно робочим спецодягом. Зручний, з безліччю кишень, він не обмежував рухів, збирав воєдино костюм. Навіть у робочому варіанті комбінезон має різні фасони. Верхня його частина може бути більш-менш відкритою. Форма комбінезона залежить від моди — він легко сприймає усі нові віяння.